# Let American Airlines 965
Let American Airlines 965 byl pravidelný let z letiště v Miami do Cali v Kolumbii. Pilotovaný Boeing 757-223 létal pro společnost od roku 1991. V letadle se nacházelo 155 cestujících a 8 členů posádky. V noci na 20. prosince 1995 letoun beze stopy zmizel. Pátrání později potvrdilo nejhorší obavy: let 965 narazil do hory.
Letiště v Cali bohužel v době neštěstí nemělo k dispozici radar, poté co jej vyhodili do povětří místní separatisté. Letový dispečer tedy nemohl vědět, kde se letadlo nachází, dokud mu posádka nesdělila svojí přesnou polohu. Chvíli po ztrátě kontaktu s letem 965 lidé žijící poblíž města Buga severně od Cali telefonicky oznamovali na letovou věž, že slyšeli mohutnou explozi. „Viděli jsme jak letadlo narazilo do hory a poté se objevila ohromná ohnivá koule“, říkal jeden ze svědků. Pět lidí přežilo náraz, neboť seděli ve střední části trupu, v nejpevnější části stroje. Jeden z přeživších ale o dva dny později zemřel na následky vnitřních zranění. Katastrofa si tedy dohromady vyžádala 159 obětí a pouze 4 přeživší.
Následné vyšetřování ukázalo, že kapitán Nicholas Tafuri (57) zadal autopilotovi chybný kurz na kontrolní bod Rozo, který měl minout při klesání na letiště v Cali. Zatímco v navigačních tabulkách, které měli k dispozici piloti, kontrolní bod Rozo byl uveden pod kódem R, v letovém počítači figuroval pouze pod kódem ROZO. Zadaný kód R tedy letoun nenasměroval na kontrolní bod Rozo (kód ROZO), nýbrž na kontrolní bod Romeo v blízkosti Bogoty. Letoun se stočil mimo kurz a zamířil mezi hřebeny hor. Když se spustil protikolizní systém GPWS, který varuje před nebezpečně se blížícím terénem, první důstojník Donald Williams (39) rychle vypnul autopilota a piloti zahájili prudké stoupání, ale ani jeden z nich si neuvědomil nutnost zasunout brzdící klapky, které před zahájením přibližování na letiště v Cali vysunuli. Vyšetřovatelé si jsou jistí, že nebýt brzdících klapek, letadlo by ještě mělo šanci hory včas přeletět.
Nehoda byla nakonec klasifikována jako CFIT (řízený let do terénu), čímž se myslí, že letadlo bylo v pořádku, posádka byla zkušená, ale navedla letadlo na špatnou trasu.
Havárie se stala součástí jedné z epizod cyklu Letecké katastrofy.